# Characidium steindachneri
Characidium steindachneri is een straalvinnige vissensoort uit de familie van de grondzalmen (Crenuchidae). De wetenschappelijke naam van de soort is voor het eerst geldig gepubliceerd in 1878 door Cope.